# Латки
Латки (слч. Látky) насељено је мјесто са административним статусом сеоске општине (слч. obec) у округу Дјетва, у Банскобистричком крају, Словачка Република.

## Становништво
| Година:    | 1994. | 2004.    | 2014.   | 2024.   |
| ---------- | ----- | -------- | ------- | ------- |
| Број људи: | 732   | 582      | 569     | 537     |
| Разлика:   |       | -20,49 % | -2,23 % | -5,62 % |

| Година:    | 2023. | 2024.   |
| ---------- | ----- | ------- |
| Број људи: | 543   | 537     |
| Разлика:   |       | -1,10 % |

Према подацима о броју становника из 2011. године насеље је имало 581 становника.